# Comanda templera de Santa Magdalena
La Comanda Templera de Santa Magdalena es un conjunto de edificios formado por el recinto amurallado y una ermita. Está situado en el municipio español de Palau-solità i Plegamans, provincia de Barcelona, y declarado bien cultural de interés nacional (BCIN).

## Descripción
La Comanda Templera de Palau del Vallès se encuentra a mediodía de Palau-solità i Plegamans, en una pequeña elevación del terreno en la orilla derecha de la riera de Caldes. La capilla, con los restos de murallas que cierran el recinto del vecindario de Santa Magdalena, son los últimos restos de lo que había sido la Comanda Templera de Palau del Vallès.
El pedido era un recinto amurallado de forma rectangular determinado por tres lienzos de muralla, de los cuales los de mediodía y poniente son los mejores conservados. De las dependencias que formaban parte del recinto no quedan restos claramente identificables, sólo las construcciones que hay a cada lado de la capilla dejan entrever tossos de muro con aparato de factura medieval.
La ermita es un edificio pequeño de una sola nave que es cubierta por una bóveda de cañón ligeramente apuntada. El ábside está en ruinas pero para los restos se puede ver que era de planta rectangular. El portal de entrada es de arco de medio punto y de piedras más o menos escuadradas formando el dovelado. Encima su abre un ojo bastante ovalado y en derrame. En la parte superior encontramos una espadaña que queda en un lado del eje central de la fachada. La cubierta es a doble vertiente con teja árabe. Las paredes son de piedras poco escuadradas y colocadas en hiladas; también hay piedras esquineras.

## Historia
Santa Magdalena forma parte de las primeras comandas del Temple en Cataluña, la de Palau del Vallès. Al 1163, Berenguer de Sant Vicenç firmaba como maestro y preceptor del pedido del Palau del Vallés y también de la de Vich, donde también tenía casas y bienes que dependían del pedido de Palau. En este tiempo y ya en el año 1171 era considerada como una de las comandas más poderosas, incluso en algún momento más que la de Barcelona, aunque esta ya era documentada en 1150. Prueba de su renombre y poder fue contar entre sus consejeros o asesores con Jaume I.
El 22 de marzo de 1312, cediendo a las presiones del rey de Francia Felipe IV el Hermoso, el Papa Clemente V declaró una Bula por la supresión de la orden de los Templarios. Como consecuencia de ello, en 1319, el Palau del Vallès pasó al ámbito de los Hospitalarios del Gran Priorato de Cataluña.
A finales del siglo XVII, los feligreses, ante la devoción a Santa Magdalena, le dedican la ermita.
La iglesia, con la desamortización de Mendizabal de 1835, pasó a manos del Estado. En 1870 será adquirida por un particular (Archivo Diocesano de Barcelona, Carpeta Doc. Palau Solita). 1879 es comprada de nuevo. A partir de entonces hay desapareció el culto junto con los objetos más preciados, como eran el retablo de la Santa (quemado en 1936), la mesa del altar y la campana, que pasaron a la parroquia de Santa María (1846 ).